# Neoplecostomus paranensis
Neoplecostomus paranensis är en fiskart som beskrevs av Langeani, 1990. Neoplecostomus paranensis ingår i släktet Neoplecostomus och familjen Loricariidae. Inga underarter finns listade i Catalogue of Life.